# Lago de asfalto Binagadi

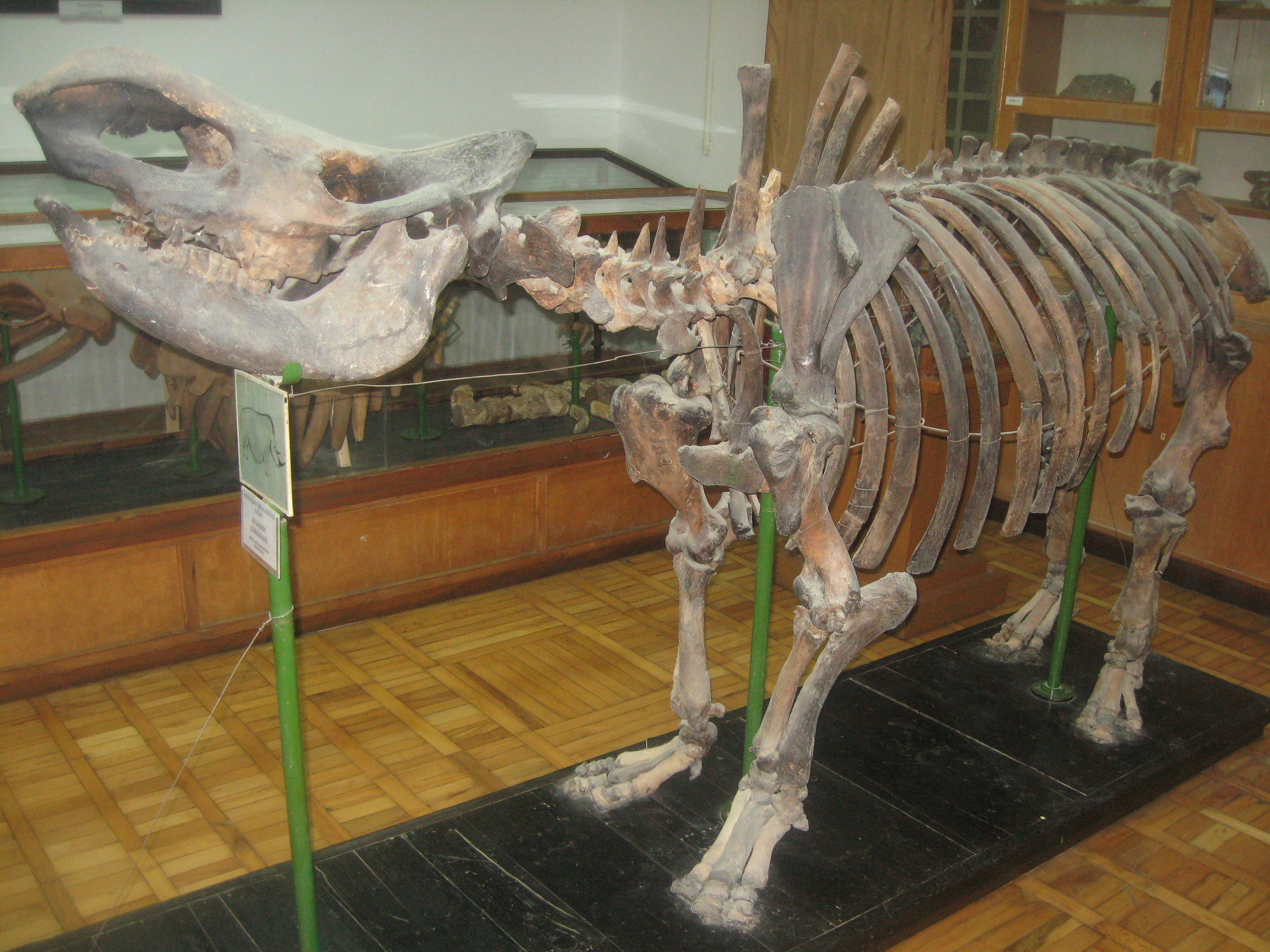
Esqueleto de Rhinoceros binagadiensis (Pleistoceno), que fue encontrado en el lago de asfalto Binagadi. Museo de Historia Natural después de Hasan bey Zardabi en Bakú

El lago de asfalto Binagadi (o pozos de brea Binagadi) es un grupo de pozos de brea en la zona urbana de Bakú, Azerbaiyán. El asfalto o brea se ha filtrado desde el suelo en esta área durante decenas de miles de años. La brea suele estar cubierta de polvo, hojas o agua. Durante muchos siglos se conservaron los huesos de los animales que quedaron atrapados en la brea.
Este antiguo depósito de flora y fauna está protegido por el Estado como un monumento de una naturaleza de significado especial de conformidad con el Decreto del Gobierno de la República de Azerbaiyán No. 167 del 16 de marzo de 1982.

## Geografía de la zona
El sitio de Binagady está en la cima de una colina 0,5 km al sureste del asentamiento de Binagady, y 7 km al norte de Bakú. La costa en su punto más cercano es 10 km al sur y 25 kilómetros al norte.
El área con huesos comprende aproximadamente 1,5 hectáreas y se encuentra en la cima de una colina cerca de la colina Kyrrar. El área se encuentra entre 54 y 57 m sobre el nivel actual del mar y 48 m sobre el nivel del lago Boyukshor. Un antiguo volcán de lodo (Kichik-Dag) se encuentra al norte del área fosilífera; más al norte se encuentra el lago salino alargado meridionalmente Masazyr (Mirdalyabi) y al noreste el lago Binagady. Al este se encuentra la depresión salina Kariatakh-Shor, más allá de la cual se eleva la meseta de Balakhany. Desde la colina de Binagady se extienden las salinas petrolíferas y el lago salino Beyuk-Shor, que se extiende hacia el sureste.

## Museo de Historia Natural
Se ha sugerido que el depósito de fauna y flora de Binagadi es más rico en número de fósiles de animales cuaternarios que los pozos de asfalto de La Brea en California. El depósito de Binagadi es importante para estudiar la paleobiología de todo el Cáucaso, Medio Oriente y la parte europea de los países NIS.

## Descubrimiento inicial
El sitio fue descubierto en 1938 por un estudiante, Mastan-Zade, que estudiaba los betunes de Apsheron. Las primeras excavaciones fueron organizadas por Bogachev en 1938 (sucursal de Azerbaiyán de la Academia de Ciencias de la URSS). Las excavaciones continuaron hasta 1941 con la participación de Kasabova y Sultanov y se reanudaron en 1946 bajo la supervisión de Burchak-Abramovich.